# Diyar Rabia
Diyar Rabia (àrab: ديار ربيعة, Diyār Rabīʿa) fou una regió musulmana de Mesopotàmia a la part oriental de la província coneguda com al-Jazira (formada per Diyar Bakr, Diyar Mudar i Diyar Rabia) concretada en les terres regades pel Khabur i el Hirmas, les terres entre el Hirmas i el Tigris, el Djabal Sindjar i les terres entre Tell Fafan i Takrit incloent el curs inferior del Gran Zab i Petit Zab; la vila de Takrit marcava el límit amb la província d'Iraq. La ciutat principal i capital fou Mossul (Mawsil). Altres ciutats destacades foren Balad, Jazirat ibn Úmar, Sindjar, Nisibe o Nasibin, Mardin i Ras al-Ayn.

## Història
La ciutat de Mossul va dominar la història del territori. En aquesta ciutat van agafar molta força els kharigites que es van estendre per tota la província d'al-Jazira. Els hamdànides van acabar dominant la regió; la branca d'emirs de Mossul va dominar principalment la ciutat i el Diyar Rabia, mentre la branca d'Alep dominava el Diyar Mudar. Finalment Mossul fou conquerida pels buwàyhides al final del segle x i l'intent de restaurar el seu poder va topar amb els marwànides kurds del Diyar Bakr i els Banu Uqayl xiïtes del Diyar Rabia; aquests darrers, sota la direcció de Muhàmmad ibn al-Mussàyyab van aconseguir establir un emirat propi a Mossul, vassall dels buwàyhides (emirat que finalment fou eliminat pels seljúcides el 1086).
La primera incursió dels turcmans data del 1041-1043, però foren exterminats. El 1055 el seljúcida Toghril Beg va prendre el poder a Bagdad i els Banu Uqayl, davant el perill que el nou poder podia representar per la seva tendència xiïta, s'hi van oposar i foren l'element clau per la unió dels contraris als seljúcides, coalició dirigida per al-Bassassirí que va reconèixer al califa fatimita d'Egipte (1057-1059). Quan les coses van anar de borràs, l'uqàylida Qurayx es va sotmetre als seljúcides i va conservar el territori en feu fins al 1086, quan Múslim ibn Qurayx va conspirar amb Egipte, però fou perdonat i després fou derrotat i mort en una batalla a Síria (maig de 1085), i els seus dominis sirians foren incorporats al sultanat governat ara per Màlik-Xah I, que va cedir la zona al seu germà Tútuix I; el fill Ibrahim va poder conservar Mossul i Diyar Rabia, però els uqàylides foren eliminats el 1096.
A la mort de Màlik-Xah (1092) el sultanat seljúcida es va descompondre; els amirs governadors de Mossul i Diyar Rabia foren en la pràctica emirs independents; finalment el governador Imad-ad-Din Zengi, que va prendre possessió el 1127, va fundar la dinastia zengita (o dels atabegs de Mossul). La dinastia zengita es va estendre cap a Alep; llavors els aiúbides, inicialment al seu servei, es van erigir en sobirans i la dinastia zengita va desaparèixer de fet al començament del segle xiii, passant el poder a Mossul a un antic esclau i ministre de nom Badr-ad-Din Lulu, que el 1244 es va sotmetre just a temps als mongols i va conservar el seu domini. Els seus fills, aliats als mamelucs egipcis, van ser derrotats pels mongols i Mossul annexionada (1261). La ciutat fou la base del poder mongol a la Jazira, mentre dues dinasties de turcmans dominaven (com a vassalls mongols) al Diyar Bakr i els mamelucs dominaven el Diyar Mudar.
Mossul va passar als jalayírides, els Qara Qoyunlu i els Aq Qoyunlu fins que va caure vers el 1506 en poder del safàvides de Pèrsia. No va passar als otomans fins al 1637, encara que en diversos moments fou conquerida temporalment. Diyar Rabia, al wilayat de Mossul, va romandre otomana fins al 1918 i després va quedar repartida enter Iraq i Síria. Sota domini otomà el nom es va deixar d'utilitzar.